# Charles Kowal
Charles Thomas Kowal (Buffalo (New York), 8 november 1940 - Cinebar (Washington), 28 november 2011) was een Amerikaans astronoom.
Hij ontdekte in 1974 Leda en in 1975, samen met Elizabeth Roemer, Themisto, twee manen van Jupiter. In 1977 ontdekte hij met de 1,2 meter Schmidt telescoop van het Palomar-observatorium in  Californië de planetoïde 2060 Chiron. 
Hij ontdekte nog meer planetoïden, namelijk de Aten planetoïde 2340 Hathor; de Apollo planetoïden 1981 Midas, 2063 Bacchus, 2102 Tantalus, en (5660) 1974 MA; de Amor planetoïden (4596) 1981 QB en(4688) 1980 WF; en de Trojan planetoïden 2241 Alcathous en 2594 Acamas.
Hij ontdekte ook veel supernova's in andere sterrenstelsels en ontdekte of mede-ontdekte kometen, inclusief periodieke kometen zoals 99P/Kowal, 104P/Kowal, 134P/Kowal-Vavrova, 143P/Kowal-Mrkos, 158P/Kowal-LINEAR (en de komeet 95P/Chiron bij de maan Chiron).
In 1979 ontving Kowal de James Craig Watson Medal voor zijn verdiensten als astronoom. 